# Маловше
Маловше (на словенски: Malovše) е село в Словения, регион Горишка, община Айдовшчина. Според Националната статистическа служба на Република Словения през 2015 г. селото има 128 жители.